# Садек Хан Занд
Садек Хан Занд (*д/р —1782) — шах Ирана в 1779—1782 гг.

## Биография

### Военный Карим-хана
Происходил из династии Зандов. Сын Инак-хана и Бай-аки. О молодых годах ничего неизвестно. В 1730-х войска Иначе-хана потерпели поражение от Надир-шаха и вынуждены были признать превосходство последнего.
В дальнейшем Инак-хан, его сын Мухаммед Садек служили в войске Надир-Шаха. Затем Мухаммед Садек принимал участие в походах своего родственника Карим Хан Занда.
В 1757 назначен сардаром (военным наместником) Фарса.
В 1773 с началом войны с Османской империей Мухаммед Садек, который стал называться Садек-ханом, возглавил войско в 30 тыс. воинов. В 1775 году он взял в осаду Басру. Он сумел отразить нападение флотилии султана Маската, союзника османов и заставил эвакуироваться войска Британской Ост-Индской компании. На сторону Садек-хана перешли арабские шиитские племена. В конце концов в апреле 1776 Басра была захвачена. После этого был захвачен также южный Ирак.

### Правление
В 1779 после смерти Карим Хан Занда Сандек-хан двинулся к Ширазу, намереваясь вступить в борьбу за власть. После получения известия о смерти Заки-хана, 19 июня 1779 провозгласил Аболь-Фатха единственным официальным правителем Ирана. Садек-хан имел реальную власть, в то время как Аболи-Фатх жил себе в удовольствие и не принимал никакого участия в управлении Ираном.
22 августа после смерти Аболь-Фатха Садек-хан стал новым обладателем. Впрочем вынужденно в 1780 году столкнулся с восстанием Али Мурад-шаха, который победил Али Наки-хана, сына Садек-хана, в битве при Исфагане. После этого враги осадили Садек-хана в Ширазе. Осада длилась 8 месяцев — до 2 марта 1782 года. Вскоре Садек-хан казнен вместе с 6 сыновьями. Новым правителем стал Али Мурад-хан.